# Santiago wittmanni
Santiago wittmanni är en biart som beskrevs av Urban 2003. Santiago wittmanni ingår i släktet Santiago och familjen långtungebin. Inga underarter finns listade i Catalogue of Life.